# Wojskowa odznaka „Za Rany i Kontuzje”
Wojskowa odznaka „Za Rany i Kontuzje” – polskie odznaczenie wojskowe, ustanowione w 2011 na mocy Ustawy o weteranach działań poza granicami państwa i nawiązujące do odznaki nadawanej w czasie wojny.
Szczegóły wzoru, trybu przyznawania, wręczania i noszenia odznaki określa rozporządzenie Ministra Obrony Narodowej z dnia 15 marca 2012, które weszło w życie 30 marca 2012.

## Zasady nadawania
Odznaka jest nadawana decyzją Ministra Obrony Narodowej weteranom poszkodowanym-żołnierzom, którzy odnieśli w wyniku walk, wypadków związanych z działaniami poza granicami Polski:
- rany, które wymagają interwencji chirurgicznej, powstałe w związku z:
  - działaniami podejmowanymi w ramach uderzenia na przeciwnika bądź odparcia jego uderzeń,
  - zamachem lub innym bezprawnym działaniem wymierzonym przeciwko żołnierzowi,
  - innymi działaniami bojowymi pozostającymi w bezpośrednim związku z wykonywaniem zadań przez żołnierza – z wyłączeniem przypadków, w których żołnierz przy wykonywaniu zadań nie przestrzegał obowiązujących zasad bezpieczeństwa;
- kontuzje będące uszczerbkiem na zdrowiu, niewymagającym interwencji chirurgicznej, który powoduje czasową lub całkowitą niezdolność do działań bojowych, powstałym w ww. sytuacjach, z wyłączeniem przypadków, w których żołnierz przy wykonywaniu zadań nie przestrzegał obowiązujących zasad bezpieczeństwa.

Odznaka nie przysługuje osobie skazanej prawomocnym wyrokiem sądu za:
- przestępstwo popełnione umyślnie lub przestępstwo skarbowe popełnione umyślnie w związku z wykonywaniem zadań lub obowiązków służbowych podczas udziału w działaniach poza granicami państwa;
- przestępstwo przeciwko Rzeczypospolitej Polskiej.

Uzyskanie statusu weterana poszkodowanego-żołnierza uprawnia do otrzymania odznaki z oznakowaniem adekwatnym do uznanej liczby wypadków, w których odniesione zostały rany lub kontuzje.

## Insygnia
Odznaka ma formę naszywki wykonanej ze wstążki o wzdłużnym układzie barw Orderu Krzyża Wojskowego. Na naszywce przypina się symetrycznie pięciopromienne metalowe gwiazdki barwy srebrnej o wymiarach 5 mm. 
Rany i kontuzje odniesione w jednym wypadku, niezależnie od ilości i stopnia obrażeń, oznacza się na odznace jedną gwiazdką.
Wysokość naszywki wynosi 10 mm, a jej długość 40 mm dla jednej, dwóch i trzech gwiazdek. W przypadku większej ilości gwiazdek, naszywka jest dłuższa o 14 mm dla każdej kolejnej gwiazdki.
Miniaturka odznaki wykonana jest z metalu i pomniejszona w skali 1:2 w stosunku do oryginału.
Odznakę nosi się na mundurach bezpośrednio nad górnym rzędem orderów i odznaczeń lub baretek symetrycznie do guzika górnej kieszeni, nakładając ją na podkładkę sukienną lub aksamitną koloru czarnego, o 2 mm szerszą i wyższą od odznaki.
W Marynarce Wojennej odznakę nosi się na kurtce munduru lub bluzie marynarskiej symetrycznie do krawędzi bocznych wstążek orderów, odznaczeń lub baretek.
Do ubioru cywilnego odznakę lub jej miniaturkę można nosić na lewej stronie piersi lub na klapie ubioru z kołnierzem wykładanym.

## Odznaczeni
Pierwsze nadania odznaki miały miejsce 28 maja 2012, w przeddzień obchodzonego po raz pierwszy w Polsce Dnia Weterana Działań poza Granicami Państwa. Uhonorowani nimi zostali: mł. chor. szt. w st. spocz. Tomasz Kloc, plut. Paweł Ślizak i st. szer. Krzysztof Tondel.